# 愛の花
「愛の花」（あいのはな）は、あいみょんの14thシングル。2023年6月7日に発売された。表題曲はNHK連続テレビ小説『らんまん』主題歌。同楽曲はCDリリースに先駆け4月5日より先行配信された。『第74回NHK紅白歌合戦』歌唱曲。第96回選抜高等学校野球大会の入場行進曲。

## 概要
2022年11月15日、本作の表題曲がNHK連続テレビ小説『らんまん』の主題歌として書き下ろされたことが発表された。
2023年3月28日、「愛の花」のショートムービーがYouTubeにて公開された。同年5月10日、山田智和が監督を務めた同曲のミュージックビデオがYouTubeにて公開された。ディレクションとジャケットアートワークはとんだ林蘭が担当した。同年12月30日、あいみょん本人、及び、あいみょんのスタッフからの依頼によりイラストレーターである柴田ケイコが制作し、稲葉卓也が監督を務めた同曲のアニメーションビデオが12時より公開された。
開催した全国ツアー「AIMYON TOUR 2023 - マジカル・バスルーム -」の各会場で本作を予約すると特典としてポスターをプレゼントするキャンペーンが行われた。

## チャート成績
4月5日に先行配信された表題曲「愛の花」は、
2023年4月12日公開（集計期間：2023年4月3日～4月9日）のビルボード・ジャパンダウンロードウィークリーチャートにて初週11,192DLを売り上げ初登場2位、総合チャート「Japan Hot 100」では初登場13位を獲得した。
6月7日に発売されたCDシングルは、2023年6月14日公開（集計期間：2023年6月5日～6月11日）のビルボード・ジャパンシングルウィークリーチャートにて初登場6位、総合チャート「Japan Hot 100」では初登場9位を獲得した。

## 認定と売上
|                                 | 認定 (RIAJ) | 認定単位            |
| ------------------------------- | ----------- | ------------------- |
| ダウンロード                    | 未公表      | -                   |
| ストリーミング                  | プラチナ    | 100,000,000* 回再生 |
| * 認定のみに基づく売上/再生回数 |             |                     |

## 収録曲
| 全作詞・作曲: あいみょん。 |                            |            |            |                              |      |
| #                          | タイトル                   | 作詞       | 作曲・編曲 | 編曲                         | 時間 |
| 1.                         | 「愛の花」                 | あいみょん | あいみょん | KOHD、立崎優介、田中ユウスケ | 4:03 |
| 2.                         | 「彼氏有無」               | あいみょん | あいみょん | 會田茂一                     | 3:35 |
| 3.                         | 「愛の花」(Instrumental)   | あいみょん | あいみょん |                              | 4:03 |
| 4.                         | 「彼氏有無」(Instrumental) | あいみょん | あいみょん |                              | 3:33 |
| 合計時間:                  | 合計時間:                  | 合計時間:  | 15:14      |                              |      |